# 重庆市水利投资（集团）有限公司
重庆市水利投资（集团）有限公司 （英語：Chongqing  Water Conservancy Investment Group Co.,LTD)，簡稱重庆市水投集团，成立于2003年11月28日，公司控股股东为重庆市水务资产经营有限公司。
重庆市水投集团主要负责重庆市水利国有资产的营运管理；大中型水源、城镇供水排水、污水处理项目的投资和经营，河道整治、水土保持项目的投资和经营，水力发电、风力发电等可再生能源项目的投资和经营；销售水利水电设备及材料；实施政府授权范围的土地储备、整治；房地产开发、旅游、种养殖业项目的投资、经营。